# Palazzo Visconti (Taranto)
Il Palazzo Visconti di Taranto è la sede di importanti istituzioni culturali nel Borgo Antico della città.
Fu di proprietà di Visconte dei Visconti e di suo fratello Filippo, discendenti da una nobile famiglia di Milano. L'ingresso del palazzo si trova in via Duomo.
Nel 1616 il capostipite del ramo tarantino della famiglia Visconti destinò tutti i suoi beni tra cui il palazzo ai padri Gesuiti, che lo utilizzarono sia come residenza che come collegio, fungendo da istituzione preposta all'insegnamento e alla formazione religiosa dei giovani di tutta la provincia tarantina a titolo gratuito.

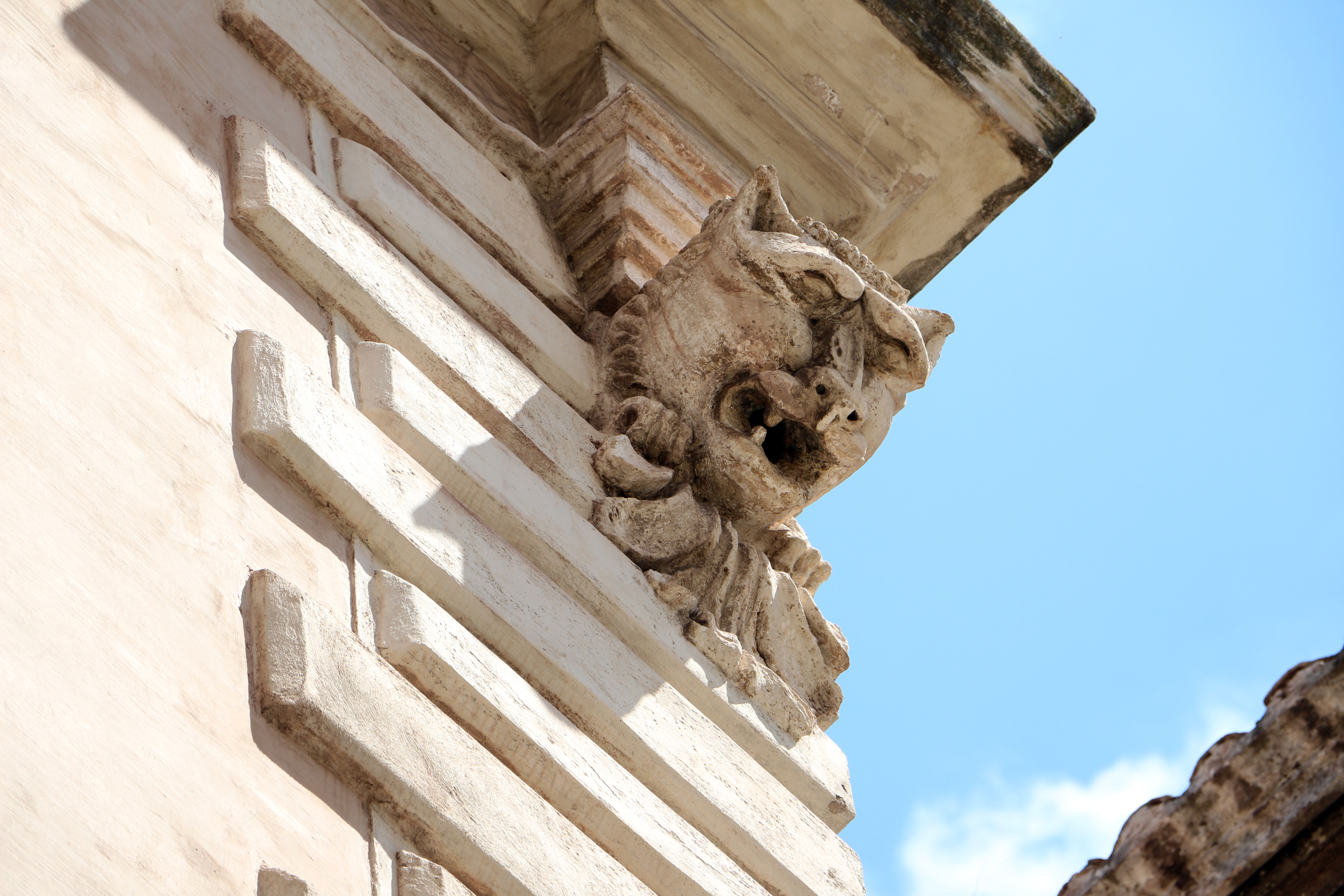
Taranto vecchia, Palazzo Visconti, mascherone

Dal 1673 le difficoltà in cui versava l'ordine religioso provocarono la chiusura del collegio, ed il palazzo fu utilizzato solo come dimora.
Nel ventunesimo secolo l'edificio ospita l'Istituto superiore di scienze religiose, il Centro di Cultura dell'Università Cattolica del Sacro Cuore di Milano e il Centro Missionario Diocesano.
È stato sottoposto a restauro per destinarlo a Tribunale ecclesiastico di Taranto.